# Thicker than Water (film din 1935)
Sângele apă nu se face (în engleză Thicker than Water) este un film de comedie cu Stan și Bran, lansat în 1935. El are o durată de 20 minute și era format din două role. Filmul a fost regizat de James W. Horne, produs de Hal Roach și distribuit de Metro-Goldwyn-Mayer.

## Rezumat
ceva in genul „sângele apa nu se face”… pentru că e mai gros, o incurcătură cu spălatul vaselor duce la o licitație cu bucluc care duce și ea la o transfuzie reciprocă de sânge care-i va face pe Stan și Bran să semene unul cu celălalt…
Stan și Bran sunt rugați de către soția lui Bran să spele vasele, dar Stan toarnă prea mult detergent lichid făcând ca soluția de spălare rezultată să fie „mult mai groasă decât apa”, Stan le șterge cu un prosop uscat și apoi le pune înapoi în spălător. Bran îi spune să le pună undeva la uscat și el le pune deasupra unui aragaz unde se încălzesc, astfel încât atunci când Bran le ridică, toate sunt fierbinți și le aruncă spărgându-i toate farfuriile. James Finlayson apelează vine pentru a încasa plata pentru mobilier. Stan și Bran intră într-o lungă vrajeală absurdă, gen: „banii pe care i-ai dat, pentru a-mi da să-i plătesc”. La sugestia lui Stan, Bran retrage apoi economiile familiei de la bancă pentru a cumpăra mobilă și, din neatenție, plătește aproape toată suma la o licitație pentru o pendulă care este curând zdrobită sub un camion. Așteptând mânia doamnei Bran înapoi acasă, îi spune lui Stan: „iată un alt rahat de pește în care m-ai murat”.

## Distribuție
- Stan Laurel - el-însuși (Stan)
- Oliver Hardy - el-însuși (Bran)
- Daphne Pollard - doamna Daphne Hardy (necreditat)
- James Finlayson - domnul Finlayson (necreditat)
- Harry Bowen - licitator (necreditat)
- Ed Brandenburg - consultant bancar (necreditat)
- Charlie Hall - consultant bancar (necreditat)
- Grace Goodall - asistenta Goodall (necreditat)
- Bess Flowers - asistentă (necreditat)
- Lester Dorr - om la licitație (necreditat)
- Gladys Gale - licitator (necreditat)
- Allan Cavan - doctorul F. D. Allen (necreditat)